# Humppa

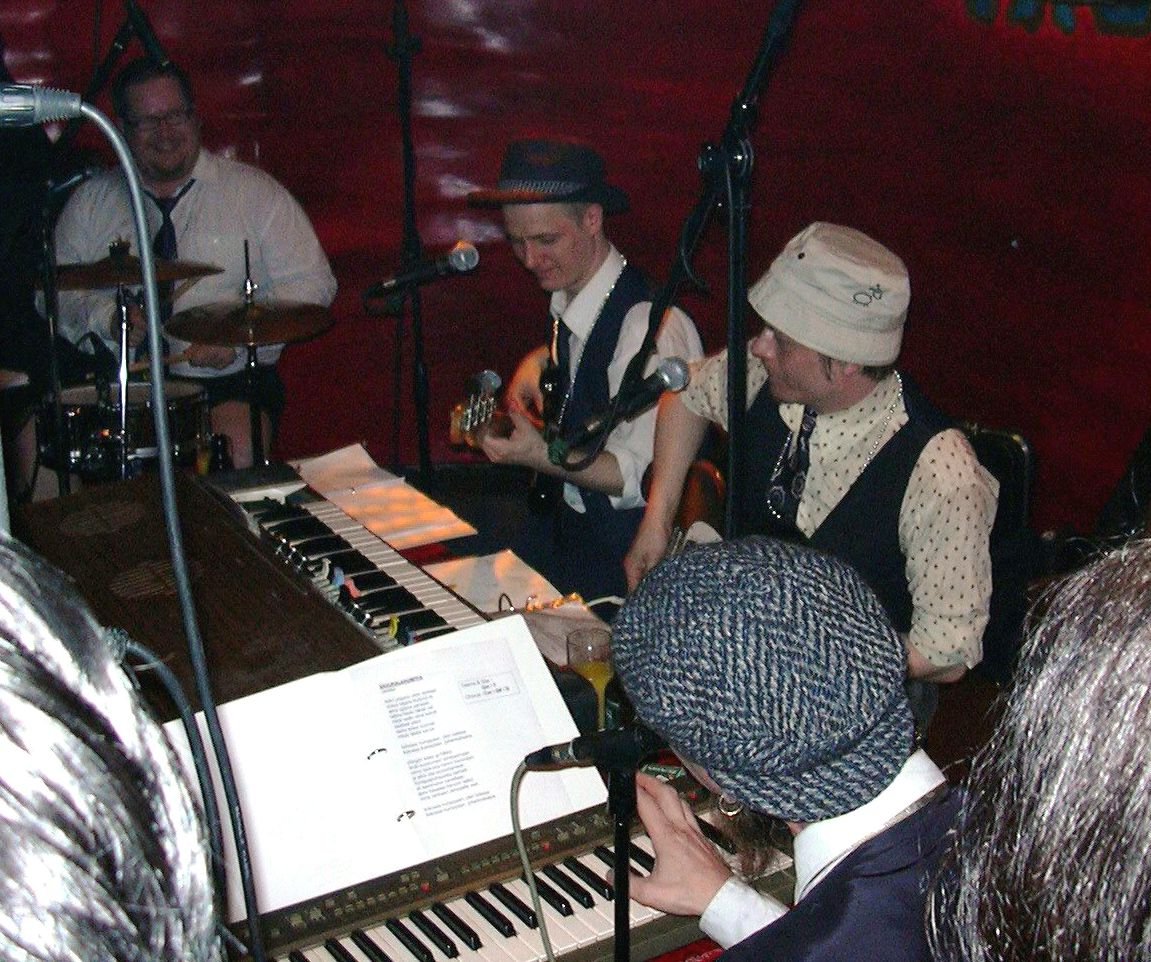
El grupo finlandés Elakelaiset en el escenario, tocando humppa.

La humppa es un tipo de música originario de Finlandia. Está relacionado con el jazz y con el Foxtrot. Es considerado una variante de la polka. El tempo típico se encuentra entre 250 y 280 bpm.
El nombre "humppa" fue inventado por Antero Alpola para un programa de radio durante la década de 1950. El nombre fue tomado de la forma en que los asistentes a una edición del Oktoberfest alemán llamaban a la forma de tocar de una banda que tocaba este estilo. Es probable que el nombre surgiera a partir del sonido de una tuba.
El término "humppa" también se usa para referirse a un tipo de baile que acompaña específicamente a esta música. Este baile siempre incluye saltos que siguen la fuerte línea debajo de la música.